# Маторцы

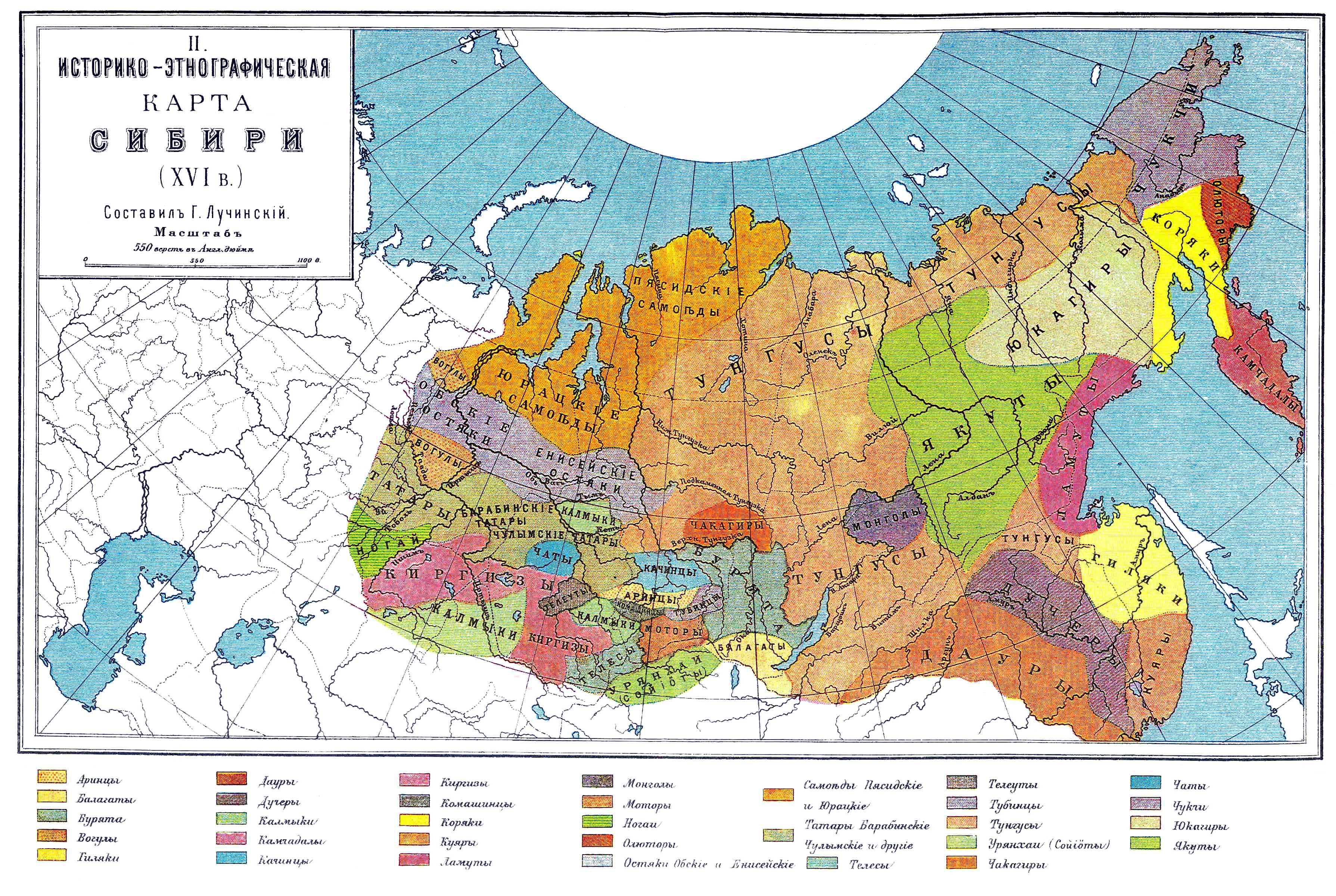
Моторы в XVI веке на карте Г. Лучинского на верхнем Енисее к северу от Тувы

Мато́рцы, или мото́ры, бато́ры, — исчезнувший самодийский народ, обитавший на северных склонах Саян на верхнем Енисее в долине реки Тубы и притока её Амыла (юг Красноярского края, запад Иркутской области). Говорили на вымершем ныне маторском языке. Занимались домашним оленеводством, охотой на пушного зверя. По языку они относились к уральцам, по физическому облику — к монголоидам. Охотники знали лыжи, кожаную лодку-волокушу, простейший лук, копьё и много способов добычи дикого оленя. Исчезли к XIX веку отчасти из-за ассимиляции (русскими и хакасами), отчасти из-за эпидемии оспы.